# Marina Romea
Marina Romea è una frazione del Comune di Ravenna, situata sulla costa a nord della città, fra Porto Corsini e Casal Borsetti. Fa parte della circoscrizione n. 4 "del mare", con sede a Marina di Ravenna.

## Storia
La nascita di questa località di turismo balneare risale agli anni cinquanta del XX secolo, quando l'intera area racchiusa fra il mare, la valle Baiona e le paludi del fiume Lamone era occupata dalla pineta. Il nome della località fu scelto per concorso. 
Nel 1952 iniziarono i lavori per la costruzione di una strada litoranea a nord del Canale Candiano per collegare Porto Corsini a Casal Borsetti: la strada, completata nel 1956, prende il nome di Viale Italia ed è tuttora la principale arteria di Marina Romea. Contemporaneamente iniziò la lottizzazione, con la costruzione dei primi alberghi e infrastrutture. Nel 1956 venne indetto dalla Camera di Commercio di Ravenna un concorso pubblico per la scelta del nome del nuovo lido. Il vincitore fu annunciato nel 1958: fu scelta «Marina Romea», proposta dal sig. Sandro Gueltrini
«Marina Romea» richiama la Strada Romea, ovvero la lunga strada che collega Ravenna a Venezia.

## Caratteristiche
Marina Romea è una località turistica prettamente residenziale. È meta delle famiglie ravennati, com'è dimostrato dalla presenza di numerose seconde case. La pineta che la circonda interamente e la laguna, con una torretta di avvistamento per il birdwatching, la rendono una meta interessante per il turismo naturalistico. Fra le attività sportive praticate figurano: la canoa (nella laguna), l'equitazione e il beach volley.

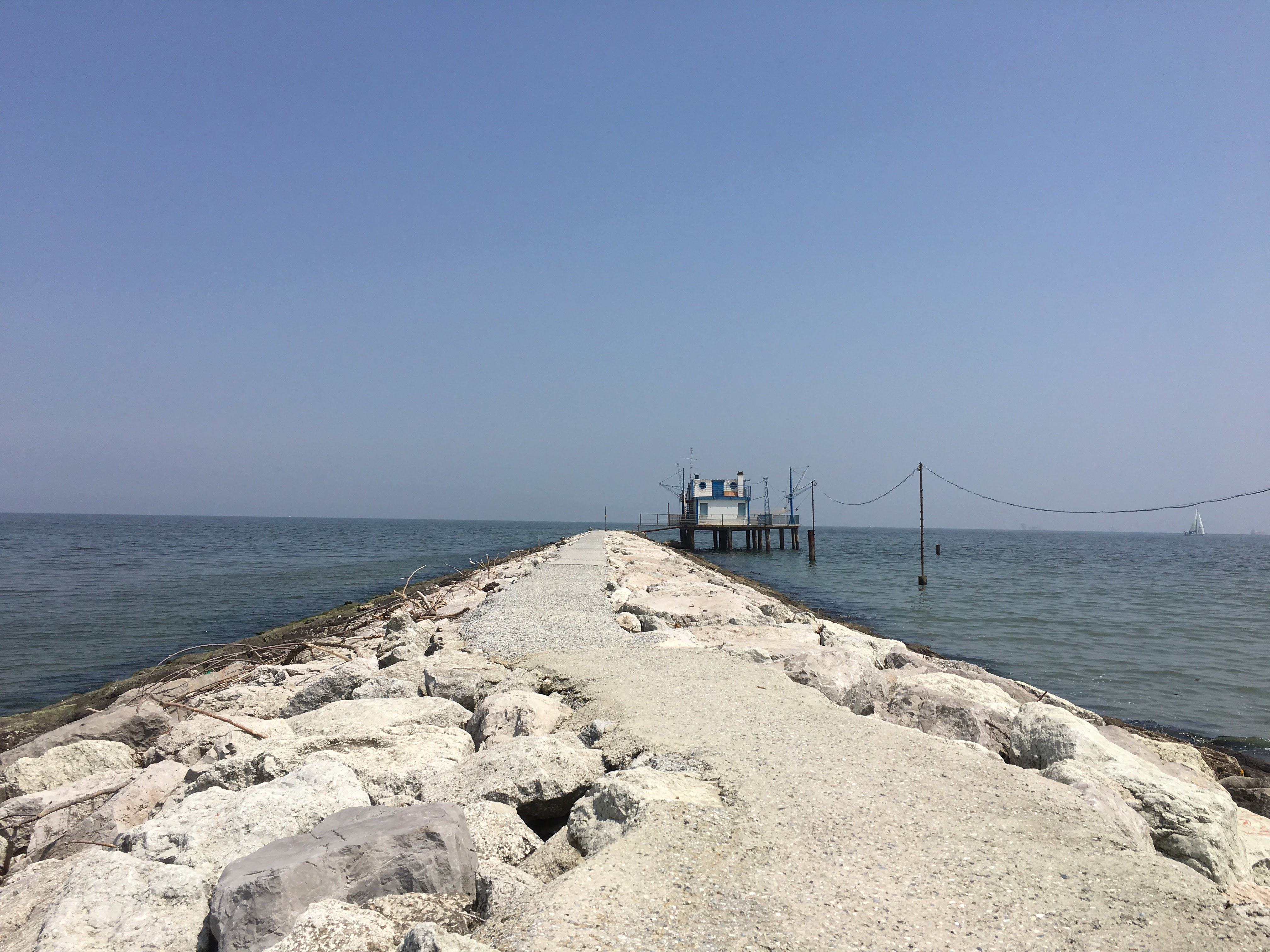
Marina romea, foce del lamone. Una ex costruzione militare di avvistamento del secondo dopoguerra trasformata in Padellone